# Дмитриев-Мамонов, Матвей Александрович
Граф Матвей Александрович Дмитриев-Мамонов (14 [25] сентября 1790, Москва — 11 [23] июня 1863, имение Васильевское, ныне в черте Москвы) — русский общественный деятель и литератор, организатор и шеф Мамоновского полка во время Отечественной войны 1812 года, генерал-майор (1813 год), основатель преддекабристского Ордена русских рыцарей. Владелец крупного состояния, включавшего подмосковную усадьбу Дубровицы. В 1825 году отказался присягать Николаю I и был объявлен сумасшедшим. Остаток жизни провёл под опекой в усадьбе Васильевское, известной как Мамонова дача.

## Биография

### Юность. Литературные занятия
Отец — граф А. М. Дмитриев-Мамонов — генерал-адъютант и фаворит Екатерины II. Мать — княжна Дарья Федоровна Щербатова. Был одним из богатейших землевладельцев России (в 1860 году в его собственности находились 90 тысяч десятин земли в 10 губерниях и 29 уездах, 15 тысяч душ крестьян мужского пола, более 200 тысяч рублей в билетах Государственного банка, драгоценности на сумму свыше 200 тысяч рублей, недвижимость в Москве и Санкт-Петербурге и др.)
Родители Матвея Александровича ушли из жизни довольно рано: его мать умерла в 39 лет, 9 ноября 1801 года, а отец — в 45 лет, 29 сентября 1803 года. Матвей остался сиротой, когда ему было 13 лет. После смерти родителей Матвей с малолетними сёстрами поступил под опеку и попечительство родного своего деда М. В. Дмитриева-Мамонова.
Сначала обучался в иезуитском пансионе во Франции. Затем, в 1801—1806 годах, получал образование дома с учителями. С малых лет Матвея готовили к должности министра. Благодаря блестящему образованию, уже 18-ти лет, в январе 1807 года, пожалован в камер-юнкеры, и определён советником Московского губернского присутствия, а затем вскоре, 9 (21) апреля 1811 года, на 21-м году, благодаря протекции министра юстиции И. И. Дмитриева, стал обер-прокурором 6-го (Московского) уголовного департамента Правительствующего сената. На службе Матвей держался высокомерно и стремился показать себя с лучшей стороны, из-за чего у него не складывались отношения с коллегами в Сенате, и он не получал от них помощи.
Его неопытность проявлялась и в государственных делах. 23 мая 1811 года министр юстиции объявил обер-прокурору графу Дмитриеву-Мамонову именной указ о том, как следует составлять доклады для государя в Сенате. Император Александр I считал, что представленные доклады содержали слишком много несущественных подробностей, а смысл дела часто терялся из-за повторений и нечёткого изложения. Эта негативная оценка докладов задела самолюбие Матвея, и стала основной причиной его решения оставить чиновничью карьеру.
В эти годы сблизился с московскими масонами (М. И. Невзоровым и Н. И. Новиковым, быстро поднялся от «иоанновских», к высшим, так называемым «андреевским» степеням).
В 1811—1812 годах опубликовал в журнале Невзорова «Друг юношества» цикл стихов («Огонь», «Вещание премудрости о себе», «Честь», «Гению», «Истина» и др.), написанных под влиянием поэзии Боброва и Державина. Сочинения Дмитриева-Мамонова, опубликованные в журнале «Друг юношества», не переиздавались при его жизни. В своём литературном творчестве примыкал к противникам Карамзина — «архаистам». Занимался изучением Пугачевщины.

### Военная служба
В начале Отечественной войны 1812 года выступил перед московским дворянством с патриотической речью, которая произвела на общество огромное впечатление. Текст этой речи не сохранился, хотя Пушкин и назвал её позднее «бессмертной». Мамонов предложил правительству употребить все свои доходы на военные нужды, оставив для себя лишь по 10 тысяч рублей ежегодно, и заявил, что готов мобилизовать своих крестьян. Император поблагодарил его за такое рвение, предложив графу сформировать на собственный счёт кавалерийский полк в составе Московского ополчения.
23 июля (4 августа) 1812 вступил в Московское ополчение, участвовал в Бородинском, Тарутинском и Малоярославецком сражениях. Формирование полка, получившего по имени своего шефа название 1-го конного казачьего графа М. А. Дмитриева-Мамонова, продвигалось туго, хотя командиром был назначен популярный кавалерийский полковник князь Б. А. Святополк-Четвертинский. Полк был частью набран из собственных крепостных графа, а частью из навербованных волонтёров. Офицерами записывались московские дворяне, в частности, князь П. А. Вяземский, написавший впоследствии об этом времени: 
Рифмы прочь, и перья в папку,
И долой мой модный фрак,
Я надел медвежью шапку,
Я мамоновский казак.

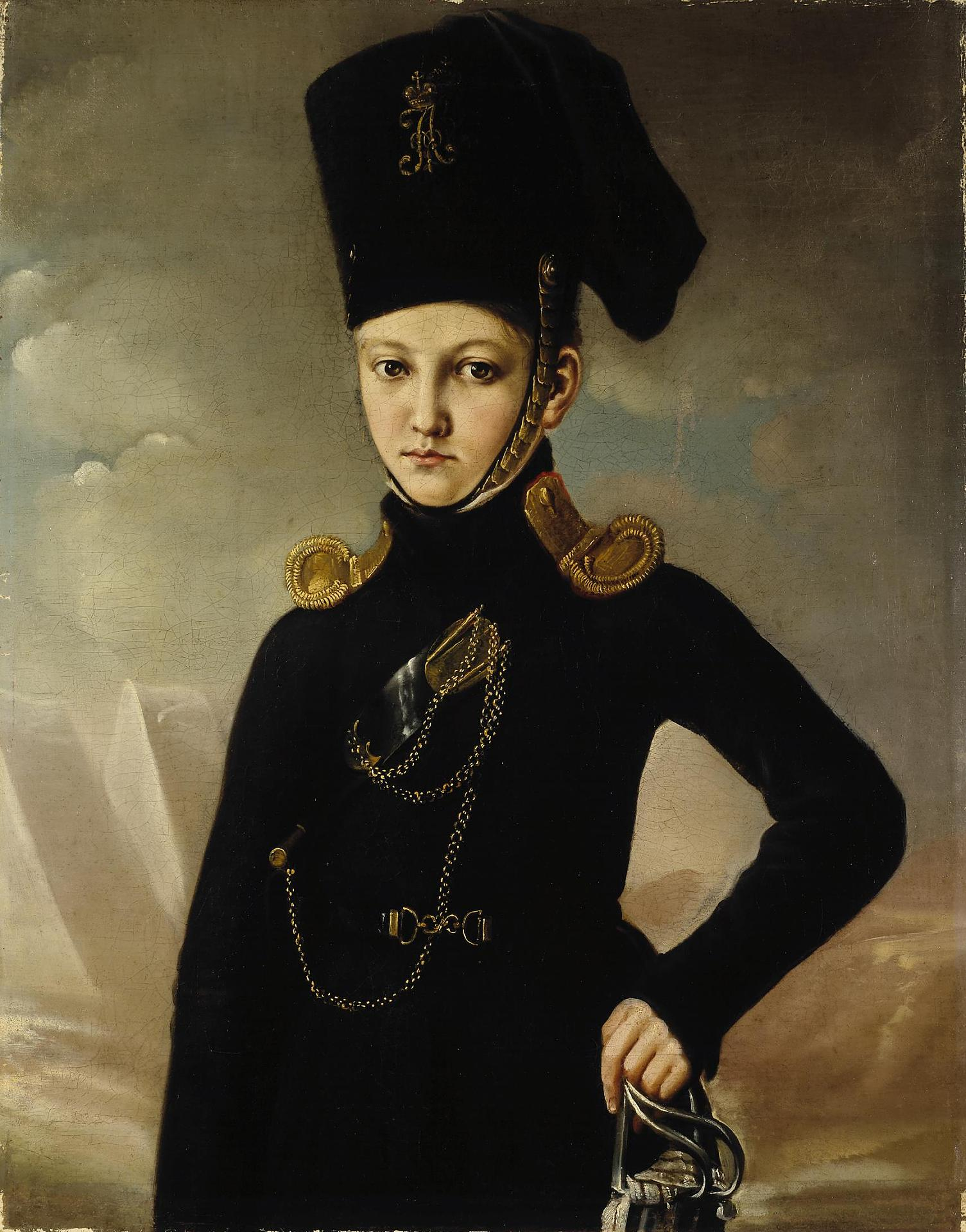
Обер-офицер Мамоновского полка

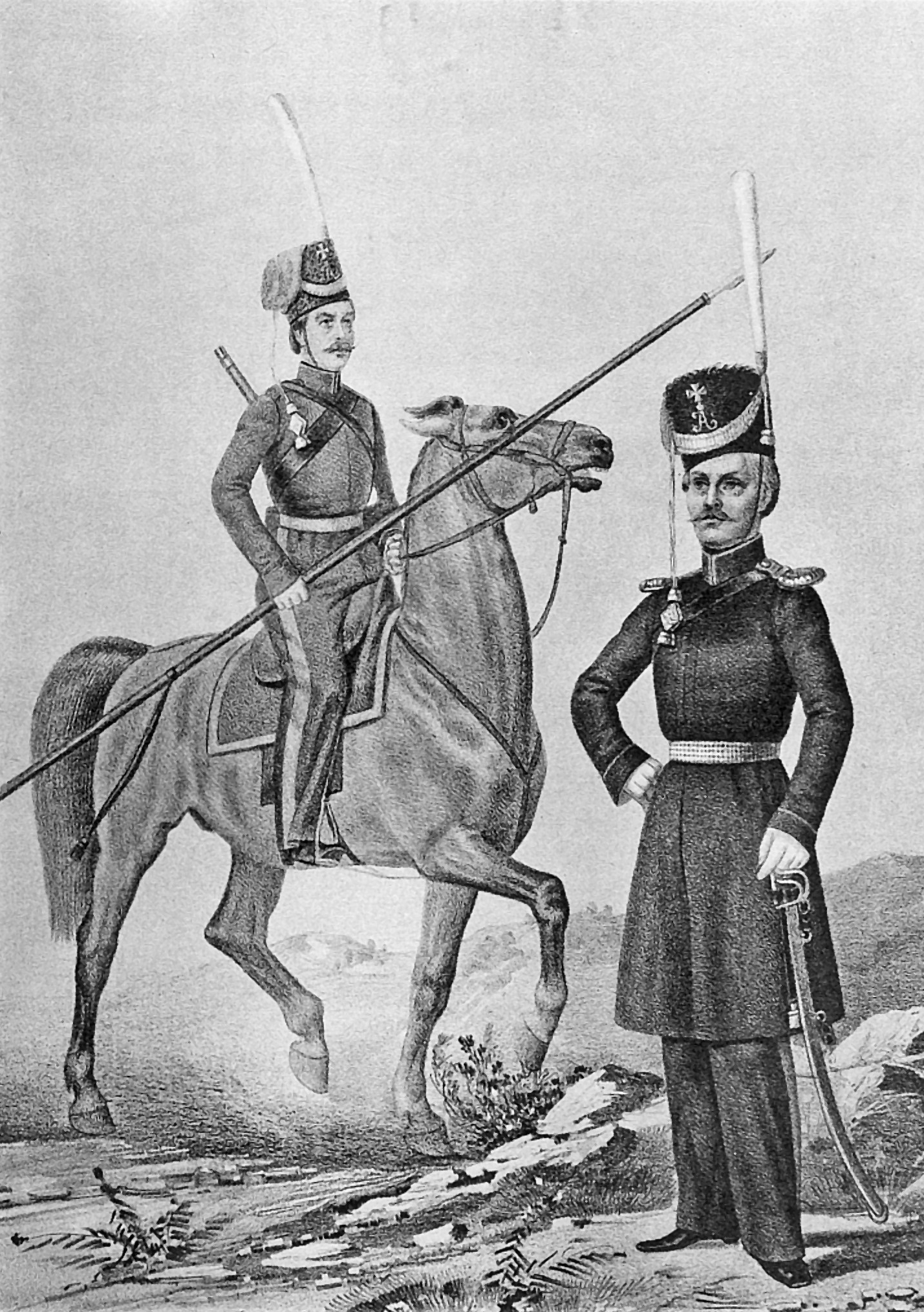
Казак и обер-офицер Московского Казачьего Графа Дмитриева-Мамонова полка, 1812—1814 гг.

К 19 (31) августа в составе полка числилось всего 56 офицеров, 59 унтер-офицеров, 186 рядовых и насчитывалась только 81 лошадь. Хотя в сражениях полк участия не принимал, но обеспечивал порядок при отходе армий через Москву и переправе через р. Москву у Дорогомиловской заставы. Сам же Дмитриев-Мамонов за доблесть, проявленную при Тарутине и Малоярославце, был награждён золотою саблею «За храбрость». Награда была пожалована 21 декабря 1812 (2 января 1813) года, указ о ней последовал 4 (16) февраля 1820 года, а подтверждающий рескрипт был выдан только лишь 27 ноября (9 декабря) 1825 года.
В связи с передислокацией полка в Ярославскую губернию, потерей ратниками купленной в Москве амуниции и обезлюдеем деревень в имении Мамонова дальнейшее формирование полка затянулось. На начало января 1813 года в 10 эскадронах (сотнях) состояли 60 офицеров, 96 унтер-офицеров и 389 казаков.
12 (24) марта 1813 был подписан указ о переформировании 1-го казачьего полка в уланский графа М. А. Дмитриева-Мамонова полк из 6-ти эскадронов, а сам он был назначен шефом полка и произведён в генерал-майоры. В апреле полк был переведён в Серпухов, а летом наконец выступил в поход. «Граф всегда был тщеславен, а эти отличия перепитали гордость его. К тому же он никогда не готовился к военному делу и не имел способностей, потребных для командования полком. Пошли беспорядки и разные недоразумения. Ещё до окончательного образования полка он дрался на поединке с одним из своих штаб-офицеров, кажется, Толбухиным», — свидетельствовал князь Вяземский.
На театр военных действий полк прибыл в 1814 году, участвовал в битве при Кацбахе, осаде Дрездена и дошёл до города Форлуи во Франции. Шеф полка по молодости и неопытности не сумел поддержать дисциплину среди своих воинов (ещё при формировании в Ярославле его «казаков» называли «мамаевцами», а в Серпухове по фактам бесчинств было даже начато расследование); произошли столкновения с союзниками-австрийцами и местным населением, был сожжён населённый пункт в герцогстве Баденском в Германии. 27 августа (8 сентября) 1814 государь «повелел уничтожить» полк Мамонова, распределив офицеров и нижних чинов по другим регулярным кавалерийским уланским полкам, а сам Мамонов был прикомандирован к командиру 1-го кавалерийского корпуса генералу Ф. П. Уварову. После окончания военных действий состоял при начальнике 2-й конно-егерской дивизии. 2 (14) марта 1816 вышел в отставку после конфликта с императором Александром I, которому написал резкое письмо по поводу расформирования его полка (формально отправлен в отставку по болезни).

### Общественно-политическая деятельность
Ещё в 1812 году организовал Орден русских рыцарей, первоначально чисто масонский, но в 1814—1815 годах под влиянием М. Ф. Орлова превратившийся в одну из первых преддекабристских организаций. Составил программные документы ордена, в 1816 году отпечатал без цензуры в типографии Московской медико-хирургической академии брошюру «Краткие наставления русским рыцарям», тиражом 25 экземпляров (на французском языке; сохранилась копия русского оригинала). Конституционные проекты Мамонова были опубликованы в 1906 году А. К. Бороздиным. Они включали отмену крепостного права, превращение России в аристократическую республику с двухпалатным парламентом (наследственная палата пэров и палата депутатов). Одной из целей ордена было «лишение иноземцев всякого влияния на дела государственные» и «конечное падение, а если возможно, смерть иноземцев, государственные посты занимающих». Иноземцем же «перестает почитаться в ордене правнук иноземца, коего все предки, от прадеда до отца были греко-российского вероисповедания, служили престолу российскому и в подданстве пребывали, не отлучаясь из России». Это положение было прямо направлено против Александра I, который по мнению Мамонова (параграф 53 «Статутов» ордена) был иноземцем, так как являлся внуком голштинца Петра III, и к тому же часто выезжал из России. Средством осуществления преобразований граф полагал военный переворот.

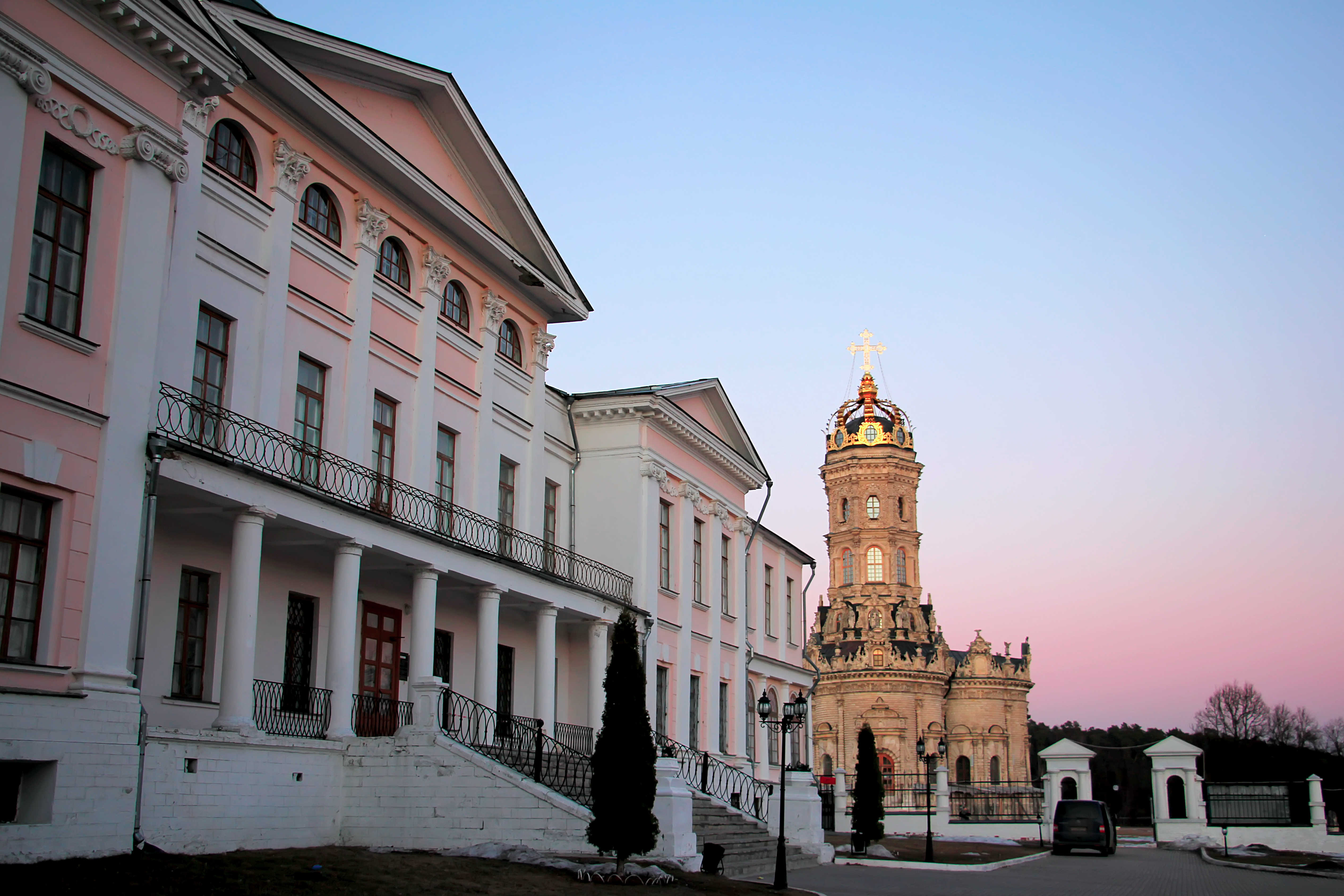
Усадьба Дубровицы, где затворником жил граф Мамонов

Вернувшись в 1817 году из-за границы, где лечился после заражения сифилисом, заперся в своём подмосковном имении, где и прожил до 1823 года почти безвыездно, лишь изредка наведываясь в Москву:

В течение нескольких лет он не видал никого даже из прислуги своей. Всё для него потребное выставлялось в особой комнате; в неё передавал он и письменные свои приказания. В спальной его были развешены по стенам странные картины кабалистического, а частью соблазнительного, содержания.
По мнению историков XIX века, уже в 1817 году у графа появились признаки душевного расстройства, выражавшиеся в склонности к затворническому образу жизни, в том, что он демонстративно отпустил бороду и носил «русский костюм». По мнению же современных исследователей, в частности Ю. М. Лотмана, подобная экстравагантность поведения никак не может сама по себе служить доказательством сумасшествия. Современники и мемуаристы сходятся в том, что граф обладал крайне самолюбивым, гордым и вспыльчивым характером, всячески подчёркивал свою родовитость, и не считал нужным выбирать выражения даже в переписке с чиновниками более высокого ранга. При этом Мамонов продолжал поддерживать отношения с членами тайных обществ, а М. Ф. Орлов несколько раз навещал его в имении. Это вызвало беспокойство властей, подогретое доносами М. К. Грибовского о деятельности тайных обществ, а потому граф с начала 1820-х состоял под тайным надзором.
Демонстрируя собственную независимость, выстроил в своём имении Дубровицы, у слияния Десны и Пахры, в 35 верстах от Москвы, настоящую крепость с пушками и ротой солдат из собственных крестьян. Выказывая презрение к Романовым и «ничтожество» их прав на престол, хранил у себя знамя князя Д. М. Пожарского и окровавленную рубашку царевича Дмитрия Ивановича — своего рода символ династии Рюриковичей.
Дмитриевы-Мамоновы, хотя и не сохранили княжеского титула, тем не менее весьма гордились своим происхождением от Владимира Мономаха. Мысль о принадлежности к Рюриковичам жила ещё в середине XIX века в сознании потомка Дмитриевых (младшей ветви рода), литератора М. А. Дмитриева — племянника знаменитого поэта И. И. Дмитриева. В своих мемуарах он писал:
Мы происходим по прямой линии от Владимира Мономаха, и по мужской, а не по женской, как Романовы — мнимые родственники наших государей, которые совсем не Романовы, а происходят от голштинцев».

### Арест и объявление душевнобольным
В 1823 году у графа умер камердинер и был нанят новый, из вольных людей, мещанин Никанор Афанасьев, бывший крепостной человек князя П. М. Волконского, начальника Главного штаба и одного из руководителей политического сыска, на чьё имя и поступил в марте 1822 года донос Грибовского. В доносе этом сообщалось о неожиданной активизации «полагавшегося давно исчезнувшим» Ордена Русских рыцарей и прямо называлось имя Мамонова. По мнению князя Вяземского, Дмитриев-Мамонов был обыкновенным снобом, эксцентриком и фрондёром, но правительство опасалось, что сочетания его денег, связей с заговорщиками из тайных обществ, и возможностей Орлова, командовавшего дивизией, будет достаточно для того, чтобы устроить мятеж или переворот. По свидетельству сына учителя русской словесности в доме графа Мамонова — П. Кичеева, — новый камердинер не столько выполнял свои служебные обязанности, сколько шпионил за графом. Тот, подозревая в слуге правительственного агента, приказал его высечь. Пострадавший явился в Москву к военному губернатору князю Д. В. Голицыну. Тот немедленно направил в Дубровицы своего адъютанта, а когда Мамонов его прогнал, в село явились жандармы и отряд солдат, которые и арестовали графа.

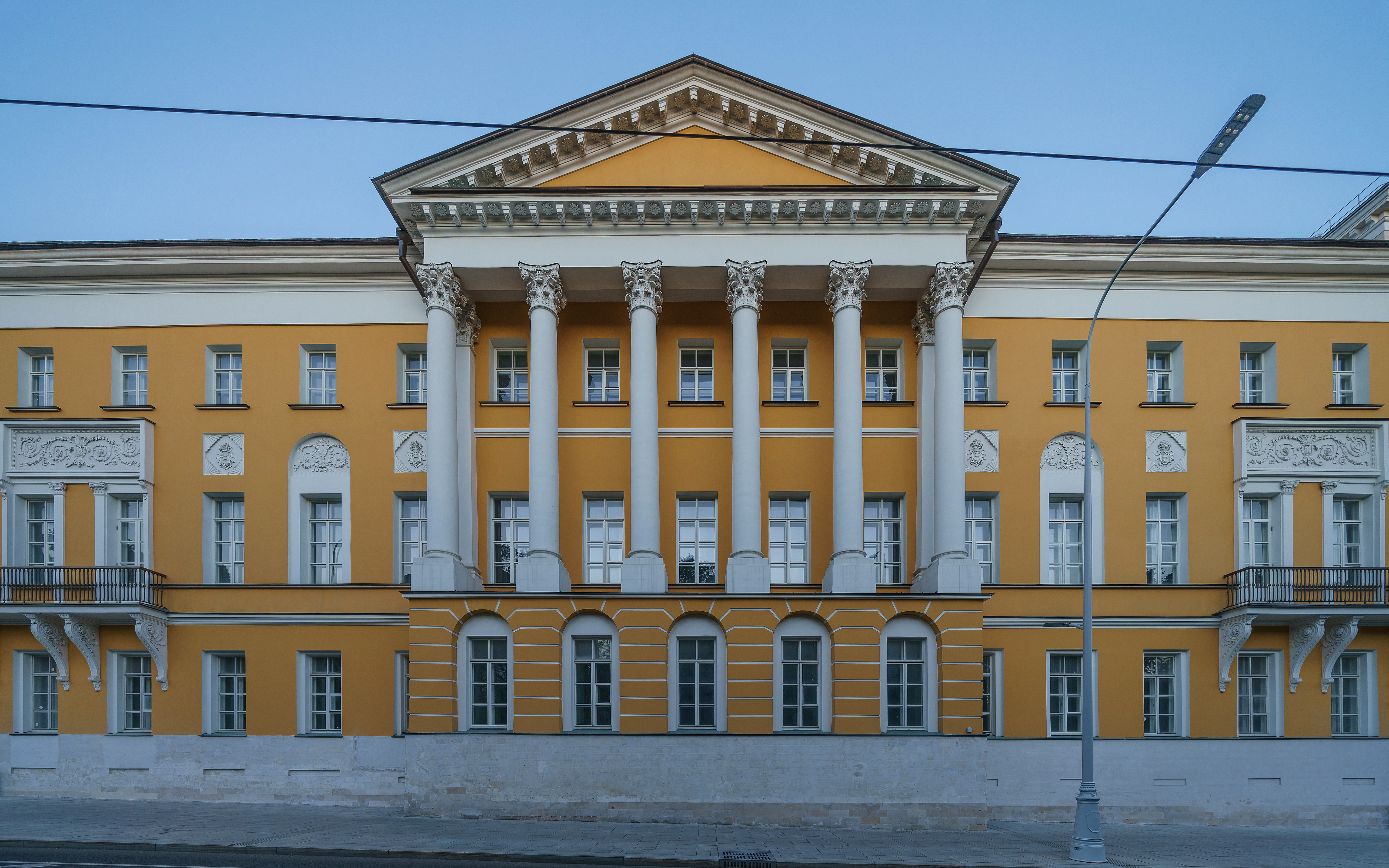
Дом графа Дмитриева-Мамонова на Покровском бульваре

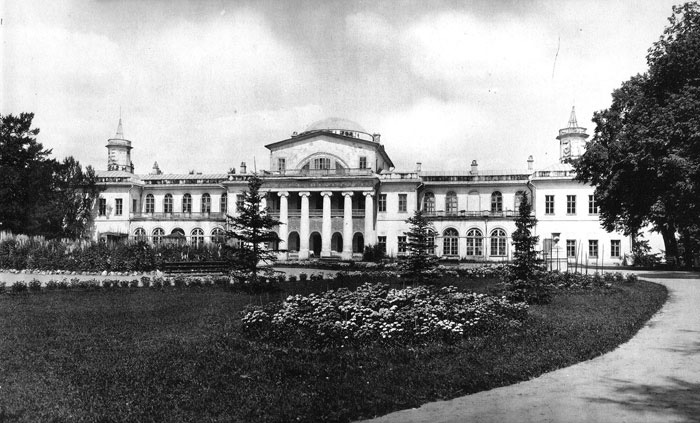
Особняк в усадьбе Васильевское, где граф прожил последние 30 лет своей жизни в заточении как сумасшедший

Расследование дела курировали лично Александр I и Аракчеев. Как пишет князь Вяземский, «по управлению имением его оказались беспорядки и, притеснения крестьянам, разумеется, не со стороны помещика-невидимки, а разве со стороны управляющих». По высочайшему повелению Дмитриев-Мамонов был подвергнут домашнему аресту в своём московском доме в Мамоновом переулке (в 1830 г. продан под размещение глазной больницы). На угрозу Д. В. Голицына назначить над ним опеку граф ответил гневным письмом, в котором, в частности, заявил:
…вы надо мною опеки учредить не можете и не смеете, ибо я не малолетний и не сумасшедший, что крепостных людей, которые у меня в доме, я не перестану наказывать телесно, когда по усмотрению моему окажутся они того достойными: ибо право наказывать крепостных людей палками неразрывно сопряжено с политическим и частным домостроительством Российского государства, что это право передано нам от предков наших. (…) Ваше сиятельство, как гражданин совершеннолетний, должны знать, что вам не дано грозить совершеннолетнему гражданину и вельможе Империи и как бы вы смели писать это мне, к человеку, который предшествует вам по всему на свете, кроме по табели о рангах!
В конце послания Мамонов добавляет, что готов выяснить отношения с губернатором на дуэли. 28 февраля он написал своему старому покровителю И. И. Дмитриеву с просьбой о заступничестве, но тот уже несколько лет как был в отставке и ничем помочь не мог.
Назначенная Д. В. Голицыным медицинская комиссия признала графа сумасшедшим. По представлению Голицына Комитет министров принял 23 июня (5 июля) 1825 решение об установлении опеки.
В ходе декабрьских событий 1825 года граф, содержавшийся в Москве пока ещё в качестве поднадзорного, а не душевнобольного, отказался присягать императору Николаю I и признавать законность его режима. После этого к нему начали применять методы жестокого принудительного лечения, ставившие целью или добиться покаяния, или довести арестованного до сумасшествия. Родственник графа и один из его последних опекунов Н. А. Дмитриев-Мамонов пишет, что «первое время с ним обращались строго и даже жестоко, чему служат доказательством горячешные рубашки и бинты, которыми его привязывали к постели, найденные мною тридцать лет спустя в его гардеробе», а П. Кичеев добавляет, что «лечение началось обливанием головы холодной водою, что, конечно, приводило графа в исступление».
С 1830 года Мамонова содержали в строгой изоляции в подмосковной усадьбе Васильевское на Воробьевых горах, специально для этой цели купленной у князя Юсупова. Имение это, вследствие длительного там пребывания графа Мамонова, получило у москвичей прозвание «Мамоновской дачи». «Лечение» и издевательства надзирателей сделали своё дело: люди, встречавшиеся с графом в 1840—1860-е, запомнили его уже безумцем, одержимым маниями преследования и величия.
Умер он 11 (23) июня 1863 года от ожогов, причиненных случайным возгоранием смоченной одеколоном рубашки. Похоронен в Донском монастыре в Москве. С ним закончилась графская 3-я линия рода Дмитриевых-Мамоновых.

## Награды
- Орден Святого Владимира 4-й степени
- Орден Святой Анны 2-й степени (1812)
- Золотая сабля «За храбрость» (21.12.1812)

### Комментарии
1. ↑  Однако в черновиках повести Пушкина «Рославлев» имеется краткий вариант этой «бессмертной речи»: «У меня столько-то душ, и столько-то миллионов денег. Жертвую отечеству»[11]